# Phyllodes perspicillator
Phyllodes perspicillator är en fjärilsart som beskrevs av Achille Guenée 1852. Phyllodes perspicillator ingår i släktet Phyllodes och familjen nattflyn. Inga underarter finns listade i Catalogue of Life.